# سوسیس و فلفل

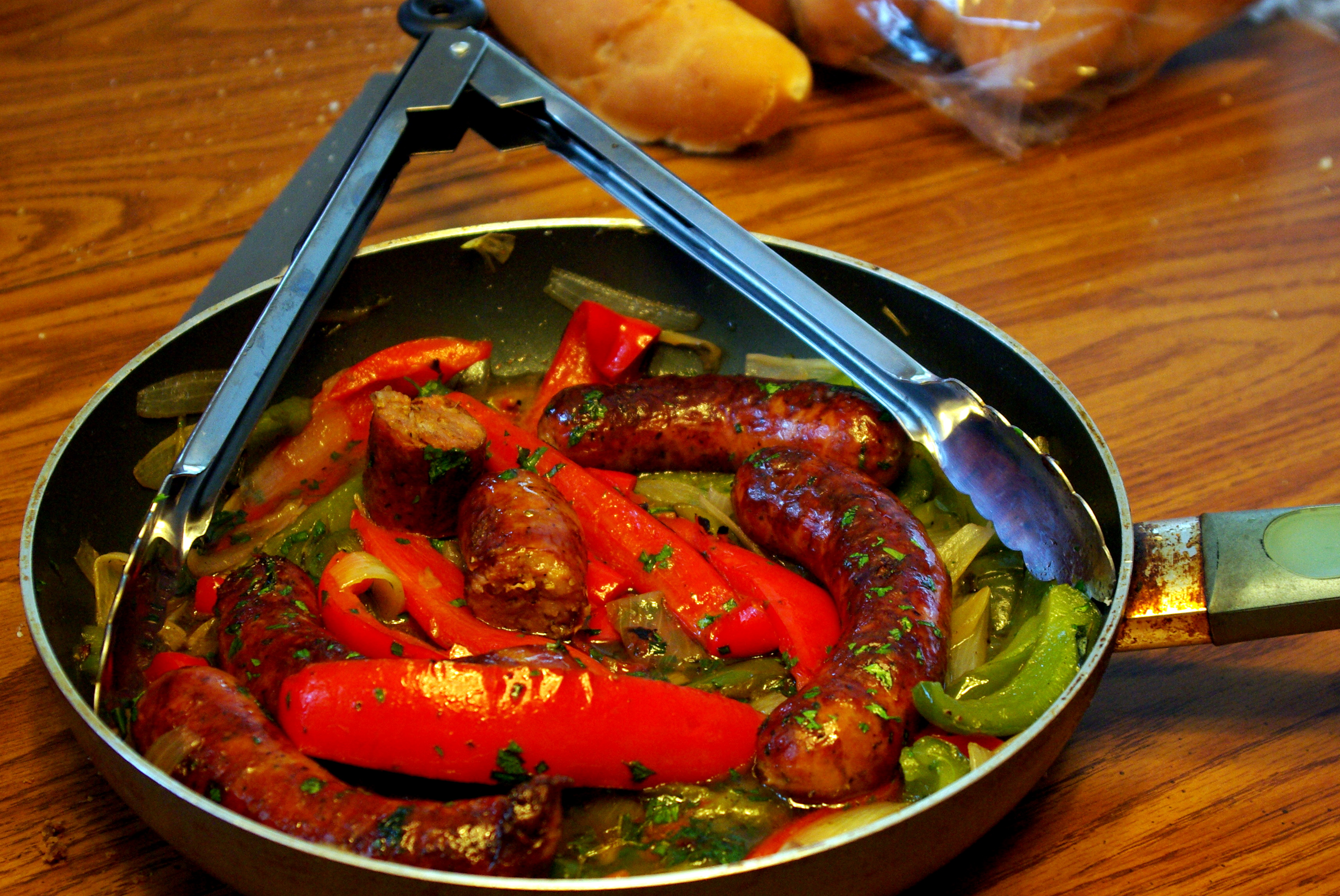
سوسیس و فلفل

سوسیس و فلفل نوعی غذا در آشپزی ایتالیایی-آمریکایی است که با استفاده از سوسیس ایتالیایی و فلفل (مانند فلفل دلمه ای) به عنوان مواد اولیه تهیه می‌شود. این غذا به تنهایی و گاهی با استفاده از مواد اضافی مانند سس گوجه فرنگی، پیاز و پاستا و گاهی به صورت ساندویچ سرو می‌شود. برخی از اغذیه‌فروشی‌های ایتالیایی در ایالات متحده سوسیس و فلفل را تهیه و سرو می‌کنند، و این غذای رایج در جشن سن جنارو است، جایی که برای اولین بار در سال ۱۹۲۷، جشنواره‌های خیابانی ایتالیایی، جشن‌ها و رویدادها در ایالات متحده سرو شد.